# Druhá vláda Georga Milbradta
Druhá vláda Georga Milbradta byla zemská vláda Svobodného státu Sasko v letech 2004–2008. Volby do 4. saského zemského sněmu, konané 19. září 2004, skončily pro CDU, která do té doby vládla sama, ztrátou absolutní většiny v zemském sněmu. Ve srovnání se zemskými volbami v roce 1999 ztratila vládnoucí strana 15,8 % a získala tak pouze 41,1 % platných druhých hlasů. Saská CDU tak zůstala nejsilnější frakcí zemského sněmu, ale byla poprvé závislá na koaličním partnerovi.
Na 2. zasedání saského zemského sněmu dne 10. listopadu 2004 byl poslanci zvolen předsedou vlády Georg Milbradt. K tomu bylo nutné druhé hlasování, protože v prvním hlasování získal Milbradt 62 hlasů, přičemž minimální nutný počet (nadpoloviční většina celkového počtu poslanců) byl 63 hlasů. Druhé hlasování již bylo úspěšné, protože ke zvolení stačila prostá většina; Milbradt opět získal pouze 62 hlasů. Znamenalo to, že mu chybělo šest hlasů z řad koalice CDU/SPD. Kandidát za NPD Uwe Leichsenring získal v obou volbách po 14 hlasech. Na 3. zasedání zemského sněmu dne 11. listopadu 2004 složili ministři přísahu. SPD obsadila ministerstvo hospodářství a vědy a její zemský předseda Thomas Jurk působil také jako místopředseda vlády.
Poté, co na podzim 2007 nepřinesly ani dvě změny ve složení kabinetu zlepšení situace týkající se problémů zemské státní banky Landesbank Sachsen, oznámil Georg Milbradt dne 27. května 2008 svou rezignaci na funkci předsedy vlády. O den později byl na jeho místo zvolen předchozí ministr financí Stanisław Tilich. Druhá Milbradtova vláda zůstala ve funkci do 18. června 2008, kdy byla jmenována nová vláda zformovaná Stanisławem Tilichem, ve které pokračovalo pět ministrů předchozí vlády.

## Členové zemské vlády
| Úřad                                      | Foto | Jméno                                      | Strana | Strana |
| ----------------------------------------- | ---- | ------------------------------------------ | ------ | ------ |
| Předseda vlády                            |      | Georg Milbradt                             |        | CDU    |
| Místopředseda vlády                       |      | Thomas Jurk                                |        | SPD    |
| Ministr pro hospodářství a práci          |      | Thomas Jurk                                |        | SPD    |
| Ministr vnitra                            |      | Thomas de Maizière (do 22. listopadu 2005) |        | CDU    |
| Ministr vnitra                            |      | Albrecht Buttolo (od 24. listopadu 2005)   |        | CDU    |
| Ministr financí                           |      | Horst Metz (do 27. září 2007)              |        | CDU    |
| Ministr financí                           |      | Stanisław Tilich (od 28. září 2007)        |        | CDU    |
| Ministr spravedlnosti                     |      | Geert Mackenroth                           |        | CDU    |
| Ministr školství                          |      | Steffen Flath                              |        | CDU    |
| Ministryně pro vědu a umění               |      | Barbara Ludwigová (do 13. září 2006)       |        | SPD    |
| Ministryně pro vědu a umění               |      | Eva-Maria Stangeová (od 14. září 2006)     |        | SPD    |
| Ministryně sociálních věcí                |      | Helma Oroszová                             |        | CDU    |
| Ministr životního prostředí a zemědělství |      | Stanisław Tilich (do 27. září 2007)        |        | CDU    |
| Ministr životního prostředí a zemědělství |      | Roland Wöller (od 28. září 2007)           |        | CDU    |
| Ministr a vedoucí státní kanceláře        |      | Hermann Winkler (do 6. listopadu 2007)     |        | CDU    |
| Ministr a vedoucí státní kanceláře        |      | Michael Sagurna (od 7. listopadu 2007)     |        | CDU    |